# Perissotriccus
Perissotriccus – rodzaj ptaków z podrodziny klinodziobków (Triccinae) w rodzinie muchotyranikowatych (Pipromorphidae).

## Zasięg występowania
Rodzaj obejmuje gatunki występujące w Ameryce Centralnej i Południowej. 

## Morfologia
Długość ciała 6–7 cm; masa ciała 4,2–6 g.

## Systematyka

### Etymologia
Perissotriccus: gr. περισσος perissos „niezwykły”; τρικκος trikkos „niezidentyfikowany mały ptak”; w ornitologii triccus odnosi się do ptaków z rodziny tyrankowatych.

### Podział systematyczny
Do rodzaju należą następujące gatunki:
- Perissotriccus atricapillus (Lawrence, 1875) – smukłodziobek czarnołbisty
- Perissotriccus ecaudatus (d’Orbigny & Lafresnaye, 1837) – smukłodziobek krótkosterny